# Carlsberg (bier)
Carlsberg is een Deens biermerk van lage gisting. Het bier werd voor het eerst gebrouwen in Brouwerij Carlsberg te Kopenhagen. Carlsberg Beer wordt gebrouwen sinds 1847 maar werd pas als de huidige pils op de markt gebracht in 1904. In 1868 werd Carlsberg voor de eerste maal geëxporteerd (naar Schotland) en het bier is nu verkrijgbaar in 140 landen wereldwijd.
Carlsberg wordt overal ter wereld gebrouwen in brouwerijen van de Carlsberg-groep of onder licentie.
Het bier werd sinds midden jaren 1970 gepromoot als Probably the best beer in the world. Deze slogan veranderde in 2011 naar That calls for a Carlsberg.

## Varianten
- Carlsberg, blond bier, type pils met een alcoholpercentage van 5%, wordt ook soms Carlsberg Beer, Carlsberg Lager of Carlsberg Pilsner genoemd en het alcoholpercentage kan variëren van land tot land tussen 3,8% en 5%.
- Carlsberg Export, blond bier met een alcoholpercentage van 5% (gebrouwen bij Carlsberg UK (Groot-Brittannië) waar de gewone Carlsberg Lager maar 3,8% is).